# Qin Er Shi
Qin Er Shi (229 a.C. — início de Outubro de 207 a.C.), literalmente Segundo Imperador da Dinastia Qin, nome de nascimento Huhai, foi imperador na China de 210 a.C. até 207 a.C..
Qin Er Shi era filho de Qin Shi Huang (o Primeiro Imperador, da Dinastia Qin), mas não era originalmente o herdeiro da coroa. Em 210 a.C., ele acompanhou seu pai por uma viagem ao Leste da China, na qual seu pai morreu subitamente. Sob conselhos do chefe eunuco Zhao Gao e do primeiro ministro Li Si, ele forjou um falso decreto de seu pai, que ordenava seu irmão mais velho e verdadeiro herdeiro ao trono, Fusu, a cometer suicídio, além de apontar a si mesmo como o novo herdeiro.
Como imperador, ele não foi hábil o suficiente para conter as rebeliões crescentes à nível nacional. Dependia tanto de Zhao Gao que era praticamente um governante títere. Em 207 a.C., a Dinastia Qin estava a beira do colapso e Zhao Gao temia que Qin Er Shi pedisse que ele tomasse a culpa. Então, Zhao Gao conspirou junto com outros grupos o apoiavam, forçando o imperador a cometer suicídio.
Um filho de Fusu, Ziying, foi feito rei de Qin por Zhao Gao. O próprio Ziying, pouco tempo depois, mataria Zhao Gao e se renderia a Liu Bang um ano depois.